# Anna Margaret
Nota: Não confundir com Ann-Margret.
Anna Margaret Collins (Lecompte, Louisiana, 12 de junho de 1996) é uma cantora e compositora estadunidense. Ela fez sua estréia cantando em 2010 no filme original do Disney Channel Starstruck, cantando as músicas "Something About The Sunshine" e "New Boyfriend".

## Vida Pessoal
Anna Margaret nasceu em Lecompte, Louisiana. Sua família é composta por sua mãe, Amy Collins, o pai, a irmã de onze anos, Ellie, e seu irmão, Grant, que tem nove. Desde os seis anos de idade se apresentava em shows de talentos e teve aulas de canto. Sua família teve que mudar várias vezes para que ela pudesse fazer testes para seguir sua carreira de cantora. Margaret esteva no comercial do
McDonald's uma excelente fonte de felicidade, quando era mais jovem. Participou de um Triathlon Nacional da Juventude nos Estados Unidos, onde caminhou ao longo do lago Pontchartrain. Quando ela terminou, foi anunciado que o furacão Katrina se dirigia para New Orleans, onde o Triathalon estava ocorrendo.
Margaret teve de desistir da ginástica ainda criança, de modo que ela pudesse continuar a prosseguir a sua carreira musical. Além disso, seus interesses incluem surf, basquete e equitação.

## Carreira
Margaret cantou "Something About the Sunshine", que foi destaque na trilha sonora Starstruck. Ela também estrelou o videoclipe oficial da canção, que apresenta trechos do filme. As músicas "Something About the Sunshine" e "New Boyfriend" foram freqüentemente tocadas na Rádio Disney. Ela também cantou a canção "Let it snow" para a Hollywood Records, tornando-se a mais jovem artista a ter assinado com esta gravadora.

## Discografia

### Álbuns

#### Álbuns em Estúdio
| Ano  | Álbum                                                                   | Posições | Posições | Posições | Posições | Posições | Posições | Posições | Posições | Posições |
| Ano  | Álbum                                                                   | USA      | USA Heat | CAN      | AUS      | AUT      | ALE      | JAP      | UK       | BRA      |
| ---- | ----------------------------------------------------------------------- | -------- | -------- | -------- | -------- | -------- | -------- | -------- | -------- | -------- |
| 2012 | Only Three Years Older - Gravadora: Hollywood Records / Universal Music | —        | —        | —        | —        | —        | —        | —        | —        | —        |

### Singles
| Ano  | Single                         | Paradas | Paradas | Paradas | Paradas | Paradas | Paradas | Paradas | Paradas     | Álbum                  |
| Ano  | Single                         | USA     | CAN     | AUS     | ALE     | MEX     | ARG     | CHI     | BRA Hot 100 | Álbum                  |
| ---- | ------------------------------ | ------- | ------- | ------- | ------- | ------- | ------- | ------- | ----------- | ---------------------- |
| 2010 | "Something About The Sunshine" | 81      | 95      | —       | —       | —       | —       | —       | —           | Starstuck Movie        |
| 2010 | "New Boyfriend"                | —       | —       | —       | —       | —       | —       | —       | —           | Starstuck Movie        |
| 2010 | "Girl Thing"                   | —       | —       | —       | —       | —       | —       | —       | —           | Den Brother            |
| 2010 | "Speechless"                   | —       | —       | —       | —       | —       | —       | —       | —           | Only Three Years Older |

## Filmografia
| Ano  | Nome                 | Personagem                     |
| ---- | -------------------- | ------------------------------ |
| 2008 | B.T.K.               | as Anna Margaret Collins/Sarah |
| 2010 | Be Good to Eddie Lee | Christi                        |
| 2013 | Finding Harmony      | Harmony Colter                 |